# شن‌زار بزرگ خاوری

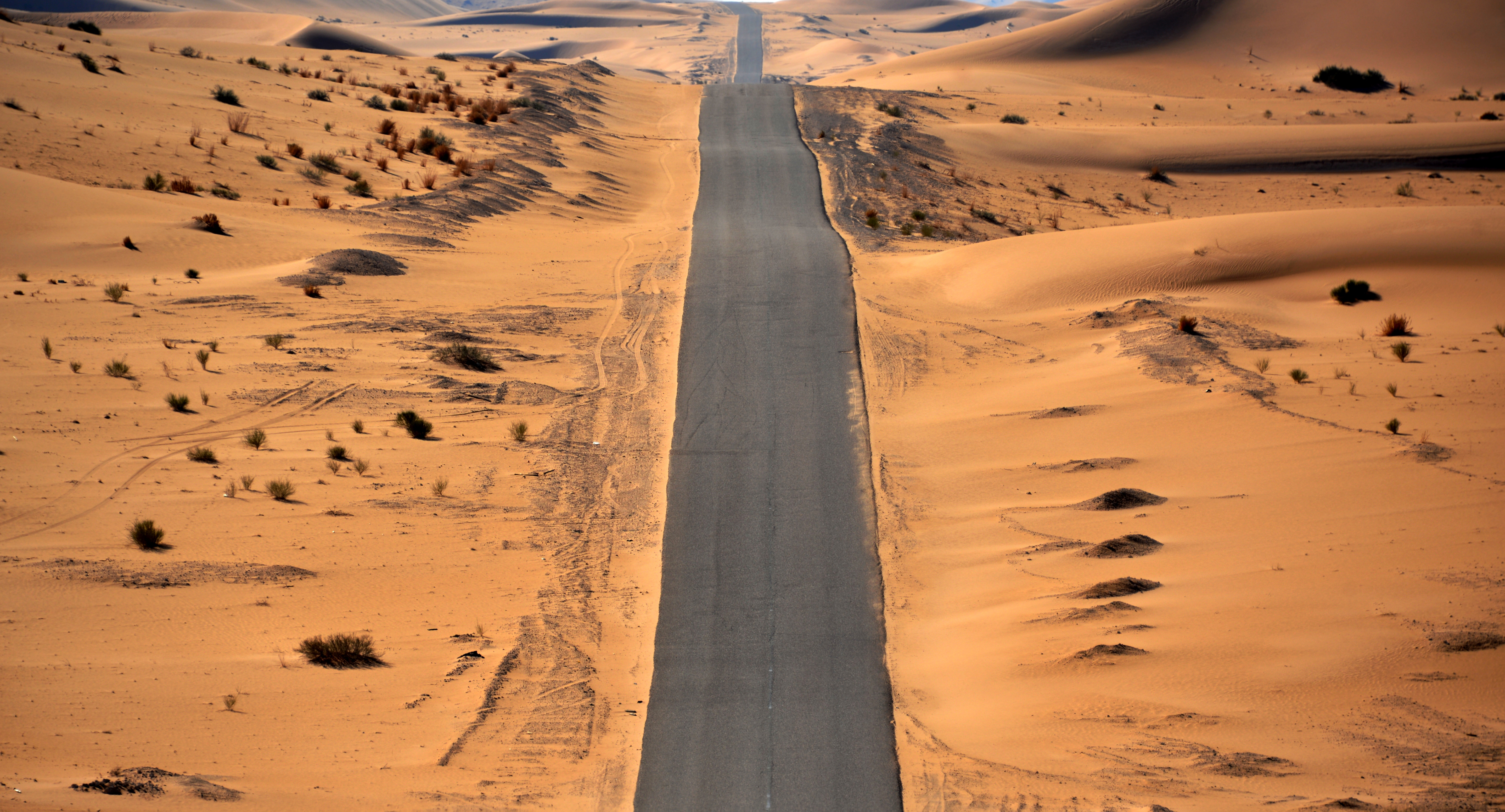
جاده‌ای در شن‌زار بزرگ خاوری

شن‌زار بزرگ خاوری یک صحرای شنی در صحرای بزرگ آفریقا است. این بیابان در شمال شرقی الجزایر قرار دارد. این صحرا ابعادی در حدود ۶۰۰ در ۲۰۰ کیلومتر دارد. شن‌زار بزرگ خاوری از شمال شرقی به تونس راه پیدا می‌کند.